# Tréméloir
Tréméloir korábbi község Franciaországban, Côtes-d’Armor megyében. Lakosainak száma 869 fő (2018. január 1.). Tréméloir Pordic, Plélo, Trégomeur és Trémuson községekkel határos.
2016. január 1-jén a korábbi Pordic községgel egyesült és az így létrejött (azonos nevű) Pordic új község része lett.

## Népesség
A település népessége az elmúlt években az alábbi módon változott:
| Lakosok száma | 342  | 338  | 386  | 424  | 443  | 692  | 761  | 797  | 862  | 869  |
|               | 1962 | 1968 | 1982 | 1990 | 1999 | 2008 | 2011 | 2013 | 2017 | 2018 |